# Dry Cell
Dry Cell (engl. Trockenbatterie) war eine Nu-Metal- und Hard-Rock-Band aus Kalifornien in den Vereinigten Staaten. Sie löste sich gegen Ende des Jahres 2005 auf, nachdem Sänger Jeff Gutt und Gitarrist Danny Hartwell die Band verließen.

## Geschichte

### Gründung
Ein erster Teil der Band formierte sich 1999 unter dem Namen „Beyond Control“. Damals trafen sich Gitarrist Danny Hartwell und Schlagzeuger auf der „Ratt Show“ auf dem Sunset Strip (West Hollywood, Kalifornien). Später stieß Sänger Judd Gruenbaum zu der Band hinzu.
Nach der Gründung der Band schafften es die bis dato drei Mitglieder, die Aufmerksamkeit von Warner Brothers’ A&R-Direktor Jeff Blue zu erlangen. Diesem Kontakt folgten ein Plattenvertrag und der Aufnahme eines neuen Mitglieds in die Band; des Sängers Jeff Gutt aus Detroit, Michigan.
In einem Interview mit einem Redakteur der Webseite „The A&R Online“ beschrieb Jeff Blue Dry Cell (damals noch vorläufig „Impúr“ genannt) wie folgt:

“they're like Metallica meets Incubus meets Linkin Park but heavier. No DJing, no rapping, very melodic and the kids are just phenomenal musicians”

„sie sind wie Metallica plus Incubus plus Linkin Park – nur heftiger. Ohne DJing, ohne Rappen, sehr melodisch; die Jungs sind einfach phänomenale Musiker“

Blue beschreibt ebenfalls, wie er die Band entdeckte:

“A friend of mine told me about the drummer who was 11 at the time and said how amazing he was. I ended up hearing a demo that wasn't very good but because I was right down the street from where they were playing I went up and saw them and was actually very impressed. I made a development deal and have now been working with them for over a year and a half. I'm with them six hours, six days a week. I have them in a rehearsal room right next to Warner Brothers”

„Ein Freund von mir erwähnte den Schlagzeuger, der damals 11 Jahre alt war, und erklärte mir, wie fantastisch er wäre. Letzten Endes hörte ich mir das Demotape an, welches nicht sehr gut war. Da Sie aber nur eine Straße von mir entfernt spielten, ging ich hin, sie mir anzuschauen, und war wirklich beeindruckt. Ich machte einen Entwicklungsvertrag mit ihnen, und nun arbeiten wir bereits seit über anderthalb Jahren zusammen. Wir verbringen sechs Stunden am Tag und sechs Tage pro Woche zusammen. Ich bin ganz dicht an ihnen dran, da sich ihr Proberaum direkt neben Warner Brothers befindet.“

### Das Album „Disconnected“
Nach Abschluss des Vertrags mit der Warner Music Group begann die Band mit der Arbeit an ihrem Debüt-Album, „Disconnected“. Das 12 Tracks enthaltende Album sollte ursprünglich am 16. Juli 2002 veröffentlicht werden; dieser Termin wurde jedoch auf den 27. August 2002 verschoben.
Später kam es zu einem Streit zwischen dem Vater eines der Bandmitglieder und Jeff Blue, da der Vater nicht mit Promotions-Budget der Band einverstanden war. Zwei Tage nach diesem Streit beschwerte er sich offiziell bei der Warner Music Group und zwei weitere Tage später wurde der Plattenvertrag von Dry Cell aufgelöst.
Der einzige Ort, an dem das „Disconnected“-Album jemals verkauft wurde, war das „Locobazooka Festival“ im Jahre 2002. Angeboten wurden damals die endgültigen, gepressten Kopien des Albums einschließlich der Cover-Illustration. Diese Originale sind heutzutage sehr selten. Duplikate der Originale – mit abweichender Cover-Illustration – finden sich jedoch häufiger.
Inzwischen kündigt die Band auf Myspace die Veröffentlichung von "Disconnected" für September 2008 an.

### Nach Warner Brothers
Nach der Auflösung des Vertrags mit der Warner Music Group löste sich Dry Cell nicht sofort auf.
Gerüchten zufolge kam es im März 2003 sogar zu einem neuen Plattenvertrag zwischen der Band und Epic Records. Aus unbekannten Gründen gingen jedoch keine weiteren Veröffentlichungen aus diesem Vertrag hervor.
Anfang des Jahres 2004 wurde bekannt, dass Dave Wasizrski Jeff Gutt als Sänger der Band ablösen sollte. Gutt verließ die Band um sich einem eigenen Projekt, genannt „Acrylic“, zuzuwenden. Soweit bekannt ist, entstanden dann 8 Songs mit Wasizrski am Mikrofon.
Im Jahre 2005 kehrte Jeff Gutt schließlich zu Dry Cell zurück und vier Demo-Songs entstanden. Zwei der Songs wurden unter den Namen „New Revolution“ und „The Lie“ der Öffentlichkeit zugänglich gemacht. Ende 2005 verließ Gutt erneut die Band, als auch Danny Hartwell. Dieses Ereignis war Auslöser für die Auflösung von Dry Cell. Anschließend erschienen dennoch zwei alte, zuvor nicht veröffentlichte Songs der Band auf ihrer MySpace-Benutzerseite.
Sänger Jeff Gutt begründete nach der Trennung zwei neue Projekte; „Band With No Name“ und „Punch“. Schlagzeuger Brandon Brown wurde Mitglied einer Gruppe namens „Katsumoto“.
Ende 2007 fand die Formation durch einen Anstoß von Jeff Blue wieder zusammen.
Später, im Januar 2010, erschien das zweite Album auf iTunes mit dem Titel The Dry Cell Collection, das größtenteils bereits veröffentlichtes Material und einige neue Songs enthielt. Vier Songs des Albums waren bereits Monate vor der Veröffentlichung auf dem MySpace der Band zu finden.
Seit Anfang 2010 gab es keine Updates/Nachrichten mehr von der Band. Im Jahr 2012 wurde bekannt, dass Jeff Gutt die Band 2009 endgültig verlassen hat und die Band nun nicht mehr existiert. Nach seinem Ausstieg trat Gutt 2012 und 2013 bei The X Factor an (er schied bei "Boot Camp" bzw. als Zweitplatzierter aus), und später wurde Gutt seit 2017 Leadsänger der Stone Temple Pilots.

## Diskografie

### Veröffentlichte Songs
- 2002 – "Body Crumbles" – verwendet für den Queen of the Damned-Soundtrack, veröffentlicht am 19. Februar 2002. Ebenfalls Teil des Madden NFL 2003-Soundtracks.
- 2002 – "Heaven & Hot Rods" – verwendet für den NASCAR on Fox: Crank It Up-Soundtrack, veröffentlicht 21. Mai 2002.

### Demo-Songs
- 2002 – "I Confide" [2:58] – Disconnected B-Seite.
- 2002 – "Sick" [3:10] – Disconnected B-Side.
- 2002 – "Sick" (Clean Edit) [3:10] – Disconnected B-Side.
- 2002 – "Body Crumbles" (The Humble Brothers Remix) [3:21]
- 2003 – "Grape Jelly" [3:32]
- 2003 – "Peewee" [4:04]
- 2003 – "Velvet Elvis" [3:00]
- 2005 – "Find a Way" [3:32]
- 2005 – "New Revolution" [3:43]
- 2005 – "Into Oblivion" [3:45]
- 2005 – "The Lie" [3:17]

### Alben
- Disconnected – Warner Music Group / Beyond Control – nie veröffentlicht

## Trivia
- Dry Cell wurden in einem Artikel der New York Times im Zusammenhang mit ihrer kurzen Zusammenarbeit mit der Warner Music Group erwähnt. Er kann hier abgerufen werden.
- Der Song "Body Crumbles" erschien auf Rob Zombies Sampler „Calling All Maniacs“ im Jahre 2001.
- Für „Body Crumbles“ wurde ein Musikvideo gedreht.
- Das Computer-Spiel Madden 2003 verwendet „Body Crumbles“ in seinem Soundtrack.
- Der Song „Slip Away“ erschien in leicht abgeänderter Fassung im Computer-Spiel „Freekstyle“.
- Dry Cell hatte ein eigenes Plattenlabel mit dem Namen „Beyond Control Records“.
- Für den Vampirfilm Queen of the Damned (deutsch: Königin der Verdammten, 2002) hat Dry Cell den Titel Body Crumbles beigetragen. Geschrieben und eingespielt wurde die Filmmusik von Jonathan Davis und Richard Gibbs.